# 脳神経倫理
脳神経倫理学（のうしんけいりんりがく）または神経倫理学（しんけいりんりがく）とは、ニューロエシックス (Neuroethics) に対応する訳語である。この言葉は、二つの異なる意味で用いられる。先に紹介する意味の方がより一般的である。
- 神経科学の倫理 (ethics of neuroscience)

これは神経科学についての倫理学的考察である。環境倫理学や医療倫理学などと並ぶ応用倫理学の一分野として、神経科学の研究・発展と関わる道義的・倫理的問題を考察する。とりわけ生命倫理との関連性が高い分野で、神経科学（脳科学。以下、神経科学と統一）の急速な発展に伴い、神経科学に対する倫理的考察の必要性のもと誕生した比較的新しい学問分野である。2003年に欧米で表立って議論が始まり、その流れを受け、2005年からは日本においても議論が活発に展開されている。この分野では神経科学と関わる道徳的な問題、例えば動物実験の問題や、認知機能を高める薬物の使用の問題、自由意志の有無と法的な責任能力の有無とに関わる問題、などが話し合われる。これは従来の生命倫理の議論の延長線上にあり、これまでの生命倫理の議論が少なからず適応可能であるとされる。
- 倫理の神経科学 (neuroscience of ethics)

こちらは倫理メカニズムを、神経科学的に探求する行為を意味する。神経科学的手法を用いて、脳に存在するとされる倫理的メカニズムを自然科学的に明らかにしようとする試みである。神経科学の一分野として、道徳的な問題に対する判断が脳内でどのようにして実現されているのか、という問題が研究の対象となる。たとえばトロッコ問題について判断を行っている人の脳をfMRIで観察し、その時の脳内での活動領域を調べる、といったことが行われている。倫理メカニズムが明らかになった後、従来の倫理的議論・価値観に変更を迫る可能性があることも指摘されている。

## 関連文献
日本語のオープンアクセス文献
- 香川知晶「神経倫理学の歴史的展開」『科学基礎論研究』第35巻第2号、科学基礎論学会、2008年3月、87-92頁、doi:10.4288/kisoron1954.35.87、ISSN 00227668、NAID 10026792072。
- 林芳紀「脳倫理学のなかの倫理学者 (<研究報告> 倫理学者のためのニューロエシックス)」『実践哲学研究』第30巻、実践哲学研究会、2007年、69-94頁、ISSN 0287-6582、NAID 120000892526。
- 川口浩一「書評 ニューロエシックス関連文献」『関西大学法学論集』第58巻第6号、関西大学法学会、2009年3月、1136-1149頁、ISSN 0437648X、NAID 110007153168。
- 立花幸司「モラル・エンハンスメント(道徳能力の増強)は脳神経倫理学の議題となるか?:ニューロエシックスと脳科学ガバナンス」『哲学・科学史論叢』第11号、東京大学教養学部哲学・科学史部会、2009年、1-35頁、doi:10.15083/00035898、ISSN 13446185、NAID 120001144026。